# 리후이탕
리후이탕(중국어: 李惠堂, 1905년 10월 16일 ~ 1979년 7월 4일)은 홍콩의 전 축구 선수이자 전 축구 감독이며, 하카계 출신이다. 후이탕은 중화민국 축구 국가대표팀으로 1936년 하계 올림픽에도 출전한 바 있다.